# Полтавська округа
Полта́вська окру́га — адміністративно-територіальна одиниця в УСРР, що існувала від березня 1923 року по вересень 1930 року. Центр округи — місто Полтава.
На 1930 рік округа займала 14,9 тис. км². Населення 1 089,4 тис. осіб, міського — 13,1%. За національністю: українців — 93,7%, росіян — 3,5%, євреїв — 2,1%. Залізниць було 414 км. Зернові займали 88% посівних площ, з них пшениця — 34,2%, жито — 32,8%, ячмінь — 14,7%.

## Історія
Полтавську округу було утворено 7 березня 1923 року у складі Полтавської губернії із 20 волостей Полтавського повіту, 13 волостей Зіньківського повіту, 13 волостей Кобеляцького повіту, 3 волостей Миргородського повіту, 2 волостей Красноградського повіту та 1 волості Хорольського повіту. Замість 52 волостей і 344 сільрад було створено 17 районів: Баляснівський (Піщанський), Білицький, Білоцерківський, Диканський, Зіньківський, Кобеляцький, Ковалівський, Малоперещепинський, Мачуський, Новосанжарський, Опішнянський, Решетилівський, Рунівщинський, Супрунівський, Царичанський (Китайгородський), Чутівський, Шишацький та 156 сільрад. Площа округи склала 7 243 квадратних версти, населення — 630 241 осіб.
13 березня 1925 року райцентр Піщанського району перенесено із села Піщаного до села Балясного, а район перейменовано на Баляснівський; райцентр Китайгородського району перенесено з містечка Китайгород до Царичанки і район перейменовано на Царичанський.
1925 року також розформовано Білоцерківський і Ковалівський райони. 3 червня того ж року Полтавській окрузі передано частину розформованої Червоноградської (Красноградської) округи: Великобучківський, Сахновщанський, Кегичівський (без Верхньоорільської сільради), Червоноградський (назва на той час Красноградського району), Карлівський, Машівський, Руновщанський райони, частини Зачепилівського, Котовського і Нехворощанського районів. Царичанський район Полтавської округи віднесено до Катеринославської округи. Тією самою постановою до Полтавської округи віднесено частину районів Охтирської округи розформованої Харківської губернії: Грунський, Котелевський і Рублівський райони. Оскільки в Полтавській окрузі стало два Руновщанські райони, 30 вересня 1925 року Руновщанський район з територією першого складу Полтавської округи було розформовано. Тоді ж розформовано й Мачуський район, а їх території приєднано до сусідніх районів. Центр Супрунівського району із села Супрунівки перенесено до міста Полтави, і район перейменовано на Полтавський.
Відтак, 1925 року після всіх реорганізацій у Полтавській окрузі було 24 райони, 347 сільрад.
18 квітня 1929 року розформовано Балясніський та Великобучківський райони Полтавської округи, а їх територію розподілено: першого — між Диканським, Решетилівським і Шишацьким районами, другого — між Зачепилівським і Сахновщанським районами.
Полтавську округу розформовано 2 вересня 1930 року.

## Керівники округи

### Відповідальні секретарі окружного комітетуКП(б)У
- Козіс Микола Леонтійович (1923—1924)
- Паташнюк (1924),
- Сосновський Володимир Іванович (1924—1925),
- Ракітов Григорій Давидович (.08.1925—.06.1926),
- Клочко Петро Сергійович (1926—1927),
- Мойсеєнко Костянтин Васильович (.10.1927—.04.1928),
- Тараненко Корній Семенович (1928—.08.1930).

### Голови окружного виконавчого комітету
- Дегтяренко Петро Михайлович (1923—1923),
- Кока Костянтин Панасович (1923—1924),
- Валішін Іван Федорович (1924), т.в.о.,
- Огій Яків Родіонович (1924—1925),
- Луценко Степан Кузьмич (1925—1926),
- Фіалковський Захар Семенович (1926—.12.1928),
- Вінников Трохим Степанович (.12.1928—.08.1930).

## Національний склад
Населення та національний склад районів округи за переписом 1926 року
|                          | населення | українці | росіяни | євреї | німці | поляки | білоруси |
| ------------------------ | --------- | -------- | ------- | ----- | ----- | ------ | -------- |
| м. Полтава               | 91 763    | 68,5     | 8,9     | 20,1  | 0,4   | 0,9    | 0,6      |
| Баляснівський район      | 31 473    | 99,4     | 0,4     |       |       |        |          |
| Білоцерківський район    | 28 589    | 99,6     | 0,2     | 0,1   |       |        |          |
| Великобучківський район  | 18 632    | 92,6     | 0,4     |       | 6,9   |        |          |
| Грунський район          | 35 209    | 99,3     | 0,4     | 0,1   |       |        | 0,1      |
| Диканський район         | 35 532    | 99,1     | 0,6     |       |       |        | 0,1      |
| Зачепилівський район     | 41 152    | 74,0     | 25,9    |       |       |        |          |
| Зіньківський район       | 57 127    | 98,3     | 0,4     | 1,1   |       |        |          |
| Карлівський район        | 52 730    | 97,3     | 1,8     | 0,3   | 0,1   | 0,1    | 0,1      |
| Кегичівський район       | 29 641    | 96,0     | 3,5     | 0,1   |       | 0,1    | 0,1      |
| Кобеляцький район        | 62 985    | 96,6     | 0,8     | 2,3   |       | 0,1    | 0,1      |
| Котелевський район       | 26 542    | 99,2     | 0,4     | 0,1   |       |        | 0,1      |
| Красноградський район    | 66 679    | 76,3     | 20,6    | 2,4   | 0,2   | 0,1    | 0,1      |
| Малоперепищенський район | 43 513    | 99,4     | 0,4     |       |       |        |          |
| Машівський район         | 36 547    | 99,2     | 0,4     |       |       |        |          |
| Нехворощанський район    | 38 781    | 99,5     | 0,2     |       |       |        |          |
| Новосанжарський район    | 45 680    | 99,3     | 0,2     | 0,1   |       |        |          |
| Опішнянський район       | 49 348    | 99,4     | 0,3     |       |       |        |          |
| Полтавський район        | 57 491    | 99,1     | 0,5     | 0,1   |       | 0,1    | 0,1      |
| Решетилівський район     | 62 828    | 99,4     | 0,3     |       |       | 0,0    |          |
| Рублівський район        | 20 863    | 99,3     | 0,5     |       |       |        |          |
| Руновщанський район      | 33 114    | 98,8     | 0,7     |       |       | 0,1    | 0,1      |
| Сахновщинський район     | 44 070    | 98,0     | 1,0     | 0,3   | 0,4   | 0,1    |          |
| Чутівський район         | 32 031    | 97,7     | 1,4     | 0,1   | 0,1   | 0,1    | 0,1      |
| Шишацький район          | 47 013    | 99,2     | 0,5     | 0,1   |       |        |          |
| Полтавська округа        | 1 089 333 | 93,7     | 3,5     | 2,1   | 0,2   | 0,1    | 0,1      |

## Мовний склад
Рідна мова населення Полтавської округи за переписом 1926 року
|                          | населення | українська | російська | інша |
| ------------------------ | --------- | ---------- | --------- | ---- |
| м. Полтава               | 91 763    | 62,7       | 23,7      | 13,6 |
| Баляснівський район      | 31 473    | 99,2       | 0,4       | 0,3  |
| Білоцерківський район    | 28 589    | 99,6       | 0,2       | 0,2  |
| Великобучківський район  | 18 632    | 92,5       | 0,5       | 7,0  |
| Грунський район          | 35 209    | 99,1       | 0,5       | 0,4  |
| Диканський район         | 35 532    | 99,1       | 0,6       | 0,3  |
| Зачепилівський район     | 41 152    | 73,9       | 26,0      | 0,2  |
| Зіньківський район       | 57 127    | 98,3       | 0,6       | 1,1  |
| Карлівський район        | 52 730    | 97,3       | 1,9       | 0,8  |
| Кегичівський район       | 29 641    | 95,0       | 4,4       | 0,5  |
| Кобеляцький район        | 62 985    | 96,1       | 1,9       | 2,0  |
| Котелевський район       | 26 542    | 99,2       | 0,4       | 0,4  |
| Красноградський район    | 66 679    | 74,9       | 23,3      | 1,7  |
| Малоперепищенський район | 43 513    | 99,2       | 0,4       | 0,4  |
| Машівський район         | 36 547    | 99,1       | 0,5       | 0,4  |
| Нехворощанський район    | 38 781    | 99,5       | 0,2       | 0,4  |
| Новосанжарський район    | 45 680    | 99,1       | 0,4       | 0,5  |
| Опішнянський район       | 49 348    | 99,2       | 0,4       | 0,5  |
| Полтавський район        | 57 491    | 98,9       | 0,6       | 0,4  |
| Решетилівський район     | 62 828    | 99,2       | 0,4       | 0,4  |
| Рублівський район        | 20 863    | 98,9       | 0,9       | 0,2  |
| Руновщанський район      | 33 114    | 98,7       | 0,9       | 0,4  |
| Сахновщинський район     | 44 070    | 97,7       | 1,3       | 0,9  |
| Чутівський район         | 32 031    | 97,4       | 2,0       | 0,6  |
| Шишацький район          | 47 013    | 99,0       | 0,6       | 0,4  |
| Полтавська округа        | 1 089 333 | 93,0       | 5,1       | 1,9  |